# 阿毘達磨法蘊足論
《阿毘達磨法蘊足論》，又稱《法蘊足論》、《法身經》或《法蘊論》（Dharmaskandha-sastra），佛教論書，屬說一切有部。漢傳佛教中，相傳作者為大目犍連；根據藏傳佛教及梵文資料，傳說其作者为舍利弗。在說一切有部之中極受重視，被稱為六足論之一。它與分別說部《舍利弗阿毘曇論》和赤銅鍱部《分別論》的地位相當，它們都本源於更為早期的佛教論書。

## 概論
梵語：，名稱由Dharma（法）與skandha（蘊）組成，原意是一切法的總集。又稱Dharma-skandha-sastra，sastra是論書的意思。其內容對應於《十誦律》所提及的阿毘達磨藏，顯示其寫作的年代早於《十誦律》，是說一切有部中極為早期的論書。玄奘弟子相傳，法蘊論為說一切有部中的根源論書，《發智論》與《大毘婆沙論》皆根據此論而作。因為它被認為是六足論之一，所以玄奘漢譯其名為《法蘊足論》。被列入論藏之中。
它主要在於解釋契經內容，屬於較早期的論書。但在其中已經建立三世有說，在五趣眼之外又立中有眼，形成說一切有部獨特論義。

## 版本
玄奘於唐高宗顯慶四年（659年）在長安譯出，名《阿毘達磨法蘊足論》，分為12卷，共21品。

## 內容
前半部介紹三十七菩提分法，後半部則分別討論根、處、蘊、界之間的差別。

## 現代考證
Erich Frauwallner，比較了《法蘊論》與《分別論》內容後，認為《法蘊論》起源於梵文論書與巴利文論書還沒分開的時代，時間可能在阿育王之前。他認為這可以解釋為何《法蘊論》與《分別論》內容有許多相同之處。
印順法師認為，在說一切有部中，法蘊論為最古典阿毘達磨的代表，他舉出《十誦律》與《根本說一切有部毘奈耶雜事》都曾引用其中內容。其內容根據古傳阿毗達磨，但已經被加入說一切有部的新論義，如《發智論》創設的九十八隨眠，被編入沙門果品之中，《品類論》的心所法、心不相應行、無為法被編入處品之中，《施設論》的學說也被編入沙門果品。這代表，在發智論時代之後，法蘊論還被增修過數次，因此它的內容有新有舊，不能將它完全視為古傳論書。